# Яглевицька сільська рада
Яглевицька сільська́ ра́да (біл. Яглевіцкі сельсавет) — адміністративно-територіальна одиниця у складі Івацевицького району Берестейської області Білорусі. Адміністративний центр — село Яглевичі.

## Склад
Населені пункти, що підпорядковувалися сільській раді станом на 2009 рік:
| Населений пункт | Тип  | Населення, осіб (2009) |
| --------------- | ---- | ---------------------- |
| Барани          | село | 269                    |
| Галенчиці       | село | 121                    |
| Гичиці          | село | 143                    |
| Єлки            | село | 8                      |
| Яглевичі        | село | 1417                   |

## Населення
За переписом населення Білорусі 2009 року чисельність населення сільської ради становила 1958 осіб.

### Національність
Розподіл населення за рідною національністю за даними перепису 2009 року:
| Національність                | Осіб | Відсоток |
| ----------------------------- | ---- | -------- |
| білоруси                      | 1861 | 95,05 %  |
| росіяни                       | 61   | 3,12 %   |
| українці                      | 21   | 1,07 %   |
| поляки                        | 7    | 0,36 %   |
| греки                         | 5    | 0,26 %   |
| молдовани                     | 2    | 0,10 %   |
| національність не повідомлена | 1    | 0,05 %   |
| Разом                         | 1958 | 100 %    |